# Igor Cukrov
Igor Cukrov (Šibenik, Horvátország, 1984. június 6.) horvát énekes, dalszövegíró, zenész és televíziós személyiség. A 2009-es Eurovíziós Dalfesztiválon ő képviselte hazáját a Lijepa Tena (Szép Tena) című számmal. Példaképei Andrea Bocelli és George Michael.

## AzOperacija trijumftehetségkutató műsorban
2008-ban Igor Cukrov a Spliti fesztiválon lépett fel, ahol a Legjobb Debütáló díjat megkapta. Az Operacija Trijumf a Fame Academy tehetségkutató műsornak balkáni változata, amely 2008. szeptember 29-én indult el. A műsorban fiatal énekeseket keresnek a volt Jugoszlávia tagállamaiból (Szlovéniát kivéve - Bosznia-Hercegovinából, Macedóniából, Szerbiából, Horvátországból, Montenegróból). Cukrov részt vett ezen a tehetségkutatón, amelyen olyan előadóművészek számait énekelte el, mint Andrea Bocelli, The Beatles, Céline Dion, The Rolling Stones, Aerosmith, U2 és még sok mást is. A tehetségkutató résztvevői, így Igor Cukrov is Goran Karannal fellépett Belgrádban a Stand by me című számot énekelve. A tehetségkutatóból a tizenharmadik adásban esett ki, ahol a párbajtársa Vukašin Brajić – későbbi bosnyák eurovíziós – több szavazatot kapott a nézőktől.

## Eurovízió
Az Operacija trijumf után az összes résztvevő jelezte, hogy indulnak a horvát nemzeti döntőben, hogy kiharcolhassák a 2009-es Eurovíziós Dalversenyen való szereplés jogát. A Dora-t, azaz a horvát nemzeti döntőt végül ő ( és duettpartnere Andrea Šušnjara) nyerte meg a Lijepa Tena című számmal, melyet Tonči Huljić, a tehetségkutató egyik zsűrije írt. Igor és Andrea Šušnjara a második elődöntőt nyitották meg, 2009. május 14-én. Összesen 33 pontot kaptak, ami csak a 13. helyre volt elég, de a zsűri őket tartotta a legjobbnak, így tizedikként végül továbbjutottak a döntőbe. A döntőben ötödikként léptek fel, összesen 45 pontot kapva, amellyel a 18. helyezést érték el.

## Diszkográfia
2009-ben megjelent Igor Cukrov: Operacija trijumf című lemez, amelyen a döntőben elénekelt dalok szerepelnek.

### Kislemezek
| Év   | Kislemez                                               |
| 2007 | Duša mi je bili kamen (A lelkem egy fehér kő)          |
| 2009 | Lijepa Tena (Szép Tena)                                |
| 2009 | Mjesečar (Holdkóros)                                   |
| 2010 | Nebesa (Fellegek) feat. Magazin                        |
| 2010 | Treba li mi netko kao ti (Kell-e olyan valaki mint te) |
| 2010 | Proli vino po meni (Öntsd szét rajtam a bort)          |

## Fordítás
- Ez a szócikk részben vagy egészben  az   Igor Cukrov című horvát Wikipédia-szócikk ezen változatának fordításán alapul.  Az eredeti cikk szerkesztőit annak laptörténete sorolja fel. Ez a jelzés csupán a megfogalmazás eredetét és a szerzői jogokat jelzi, nem szolgál a cikkben szereplő információk forrásmegjelöléseként.